# Doc (serie televisiva 1975)

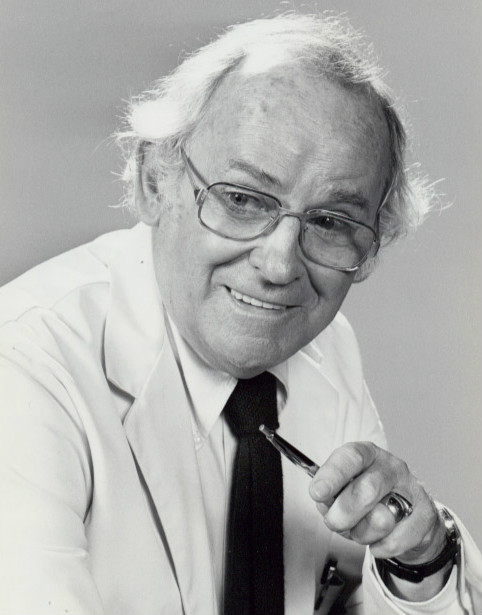
Barnard Hughes nel ruolo del dottor Joe Bogert.

Doc  è una serie televisiva statunitense in 31 episodi trasmessi per la prima volta nel corso di 2 stagioni dal 1975 al 1976.
È una sitcom a sfondo medico incentrata sulle vicende professionali e familiari del dottor Joe Bogert, interpretato da Barnard Hughes.

## Trama
Joe Bogert è un anziano, gentile medico generale che divide il suo tempo tra i suoi pazienti e la famiglia. Annie è la moglie di Joe, Laurie la figlia, Fred Fenner è il marito di Laurie e Tully è l'infermiera di Joe.
Per la seconda stagione, trasmessa dall'autunno del 1976, il format fu sostanzialmente riorganizzato, con il dottor Bogert vedovo che lavora in una clinica fuori città. Mary Wickes è l'altro membro del cast rimasto dalla prima stagione ma parte dopo il primo episodio. Le valutazioni crollarono e la serie fu cancellata nel mese di ottobre del 1976.

## Personaggi e interpreti
- Dottor Joe 'Doc' Bogert (31 episodi, 1975-1976), interpretato da Barnard Hughes.
- Annie Bogert (20 episodi, 1975-1976), interpretata da Elizabeth Wilson.
- Infermiera Beatrice Tully (8 episodi, 1975-1976), interpretata da Mary Wickes.
- Fred Fenner (7 episodi, 1975-1976), interpretato da John Harkins.
- Janet Scott (7 episodi, 1976), interpretata da Audra Lindley.
- Teresa Ortega (7 episodi, 1976), interpretata da Lisa Mordente.
- Stanley Moss (7 episodi, 1976), interpretato da David Ogden Stiers.
- Woody Henderson (7 episodi, 1976), interpretato da Ray Vitte.
- Laurie Bogert Fenner (6 episodi, 1975-1976), interpretata da Judith Kahan.
- Ben Goldman (2 episodi, 1975), interpretato da Herbie Faye.

## Produzione
La serie fu prodotta da MTM Enterprises Le musiche furono composte da Dick DeBenedictis e Patrick Williams.

### Registi
Tra i registi sono accreditati:
- Howard Storm in 8 episodi (1975-1976)
- Burt Brinckerhoff in 4 episodi (1975)
- Joan Darling in 4 episodi (1975)
- Bob Lally in 2 episodi (1975-1976)
- Tony Mordente in 2 episodi (1975-1976)

### Sceneggiatori
Tra gli sceneggiatori sono accreditati:
- David Lloyd in 6 episodi (1975-1976)
- Tony Webster in 3 episodi (1975-1976)
- Seth Freeman in 2 episodi (1975-1976)
- Dennis Klein in 2 episodi (1975-1976)
- Glen Charles in 2 episodi (1975)
- Les Charles in 2 episodi (1975)
- Howard Albrecht in 2 episodi (1976)
- George Burditt in 2 episodi (1976)
- Ed Jurist in 2 episodi (1976)
- Jack Mendelsohn in 2 episodi (1976)
- Sol Weinstein in 2 episodi (1976)

## Distribuzione
La serie fu trasmessa negli Stati Uniti dal 13 settembre 1975 al 30 ottobre 1976 sulla rete televisiva CBS. In Italia è stata trasmessa con il titolo Doc. È stata distribuita anche nei Paesi Bassi dal 12 maggio 1976.

## Episodi
| Stagione         | Episodi | Prima TV USA |
| ---------------- | ------- | ------------ |
| Prima stagione   | 24      | 1975-1976    |
| Seconda stagione | 7       | 1976         |